# Peter Beckett
Peter Beckett ook wel Pete Beckett (Liverpool, 10 augustus 1948) is een Brits zanger en gitarist op het gebied van de lichte en popmuziek.
Beckett werd geboren in de wijk Aigburth van Liverpool en werd op jonge leeftijd beïnvloed door The Beatles die optraden in de Cavern Club. Beckett’s eerste album All Night Stand met zijn band The Thoughts verscheen in 1964. De muziek was geschreven door Ray Davies van The Kinks. Beckett trad toe tot de band 'Winston G and The Wicked', dat later opging in 'Whip'. Vervolgens probeerde Beckett het bij de band Badfinger, maar hij werd uiteindelijk niet gekozen. Vlak daarna trad hij toe tot de band Paladin, die twee albums uitgaf: Paladin en Charge!. Na Paladin kwam 'Tin Tin' met single I’m afraid. Na 'Tin Tin' kwam 'Skyband' met een gelijknamig album. In 'Tin Tin' speelde ooit Steve Kipner, die toen Beckett vertrok naar de Verenigde Staten een band had genaamd 'Friends'; Beckett trad toe en ze leverden samen een album af. De bandjes gingen snel, 'Riff Raff' en 'Bandana volgden, zonder veel succes te hebben. Beckett richtte vervolgens samen met JC Crowley, Ronn Moss en John Friesen de band Player op die in 1977 de hitsingle Baby come back had.
Na de breuk is Player kreeg Beckett een loopbaan als songwriter voor uiteenlopende artiesten als Olivia Newton-John, The Temptations en Kenny Rogers. Ook schreef hij muziek voor televisie en films. In 1991 verscheen zijn eerste soloalbum Beckett. Verderop in de jaren 90 trad hij toe tot de 'Little River Band' bij wie hij acht jaar bleef. Vanaf 1996 speelde hij weer met Ronn Moss, inmiddels beroemd vanwege zijn rol als "Ridge Forrester" in de soap The Bold And The Beautiful. Er kwam een nieuw album van Player (Lost in reality) en Beckett begeleidde Moss bij de opnamen van diens albums en tournees.